# Nikolaus Salm
Johann Baptist Nikolaus Salm, auch Nicolaus Salm und B. Nikolas Salm (* 20. September 1809 in Köln; † 12. Juni 1883 in Aachen), war ein deutscher Maler, Zeichner und Illustrator sowie Zeichenlehrer.

## Leben

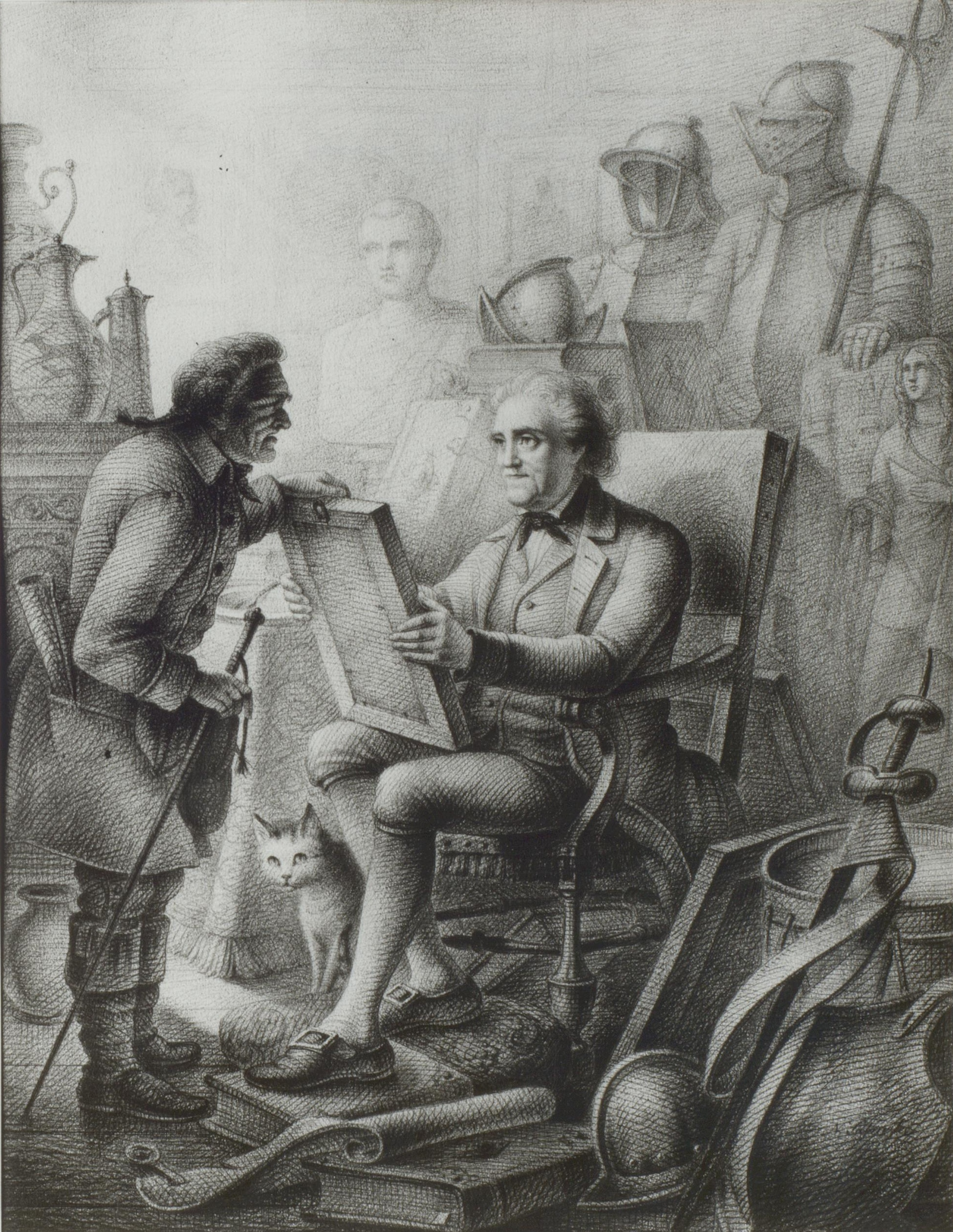
Ferdinand Franz Wallraf inmitten seiner Sammlung, Lithografie, Wallraf-Richartz-Museum, Graphische Sammlung

Salm wuchs in Köln auf und besuchte dort das Gymnasium. Nach dem Militärdienst als Einjährig-Freiwilliger bei der 7. Pionier-Abteilung in Deutz studierte er an der Kunstakademie Düsseldorf Malerei. An der Düsseldorfer Akademie war Otto Grashof, mit dem ihn eine lange Freundschaft verband, sein Kommilitone. 1835 gehörte er zu den Künstlern, die den Festsaal des Gürzenich karnevalistisch ausgestalteten. Gemeinsam mit Gisbert Flüggen schuf er hierzu Kompositionen, die David Levy Elkan als Lithografien festhielt. 1837 ging Salm als Zeichenlehrer nach Aachen. Dort war er an der Höheren Bürger- und Provinzial-Gewerbeschule zu Aachen angestellt. Zuletzt fungierte er dort als Ordinarius. Als solcher veröffentlichte er 1868 in Aachen die Schrift Elementar-Unterricht im Linearzeichnen. Einer seiner Schüler war der spätere Historienmaler und Berliner Kunstprofessor Arthur Kampf. Sudelnden Schülern pflegte er die Worte „Aus dir wird auch mal so ’n Michelangelo, der Aachener Printenformen macht!“ vernehmbar ins Ohr zu flüstern.
Salm zeichnete Ferdinand Franz Wallraf inmitten seiner Sammlung. Zu seinen weiteren Zeichnungen, die als Lithografien veröffentlicht wurden, zählen Kölns Carneval (eine Allegorie mit einer Strophe aus Goethes Gedicht Löblich wird ein tolles Streben), die figurenreiche Darstellung einer Germania mit der Unterzeile Was ist des Deutschen Vaterland? Das ganze Deutschland soll es sein! sowie die Illustration Das Fest zur Grundsteinlegung zum Fortbau des Kölner Domes, die auch auf der Titelseite der Kölnischen Zeitung Nr. 247 vom 4. September 1842 erschien. 1847 entwarf er ein Bild zu Ferdinand Freiligraths Gedicht Die Auswanderer. Zum Tode Alfred Rethels, mit dem er befreundet gewesen war und der in seinem Haus verkehrt hatte, schuf er eine weitere Allegorie, die als Lithografie Verbreitung fand. Neben einzelnen Porträts zeichnete er Entwürfe zur Ausgestaltung des Elisenbrunnens sowie Karikaturen. Ein Landschaftsgemälde von Salm hängt im Aachener Rathaus. Es stellt die Marienburg, einen Teil der Stadtbefestigung Aachens, im Winter dar. Für das Aachener Kongreßdenkmal zeichnete Salm die Porträts der am Aachener Kongress teilnehmenden Monarchen, die der Bildhauer Friedrich Joseph Porcher in bronzene Relief-Tondi umsetzte.